# Michael Guy Chislett

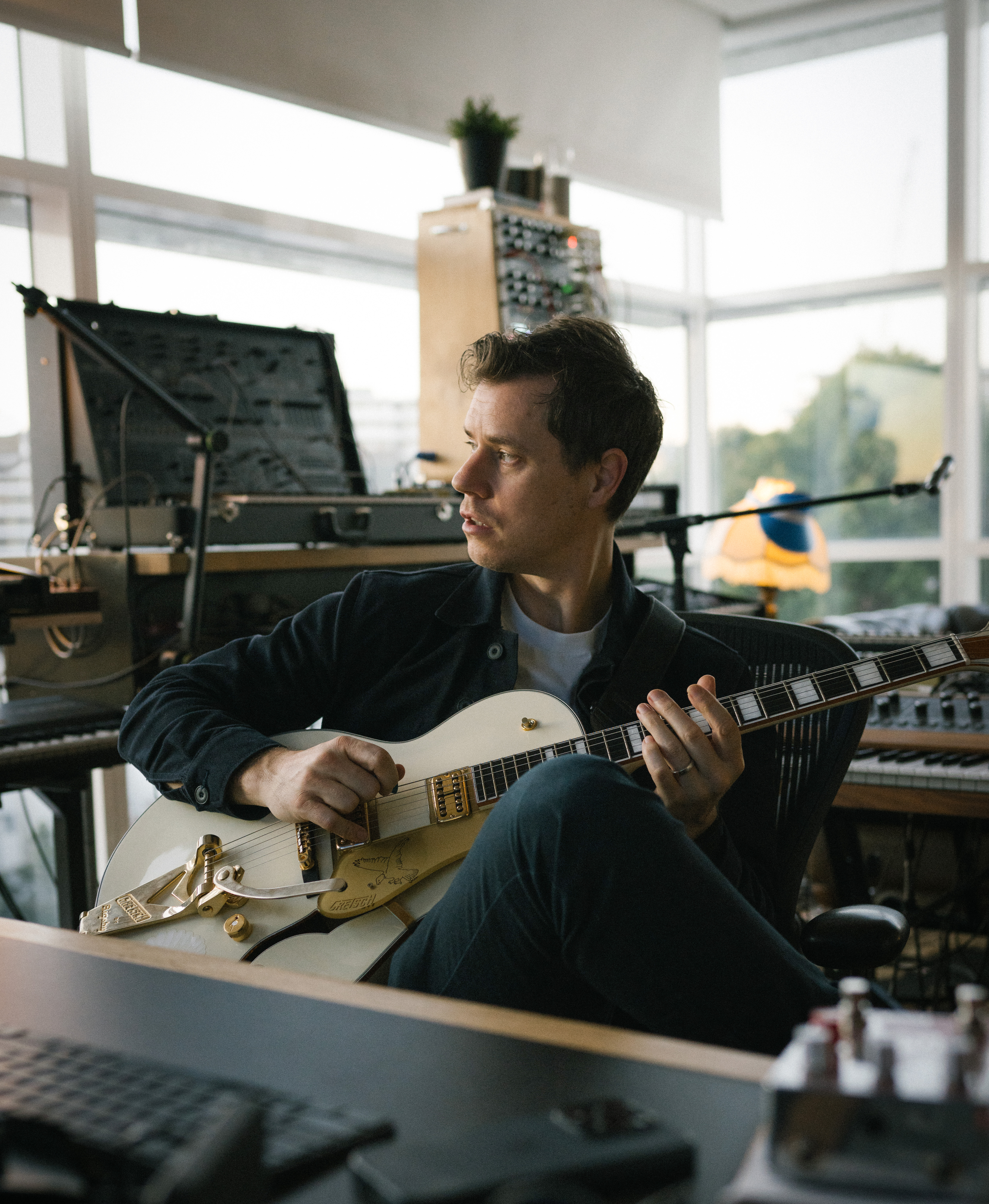

Michael Guy Chislett (Sídney, Australia, 6 de abril de 1982) es uno de los guitarristas de la banda estadounidense The Academy Is.... También forma parte de grupos como 1969 y Butch Walker & The Let’s Go Out Tonites.
Sustituyó a Tom Conrad en la banda. Fue elegido gracias a Mike Carden. Se conocieron en el rodaje del vídeo Slow Down. Él se encarga de alguno coros en la banda. Ocupó el puesto de guitarrista principal, y se encarga de tocar la única guitarra en los conciertos acústicos. También fue miembro de la banda de Rock Cristiano Hillsong United.
También ha tenido participaciones con la banda LUKAS y con la cantante Brooke Fraser. 
- Datos: Q6830853